# 퇴스 계곡

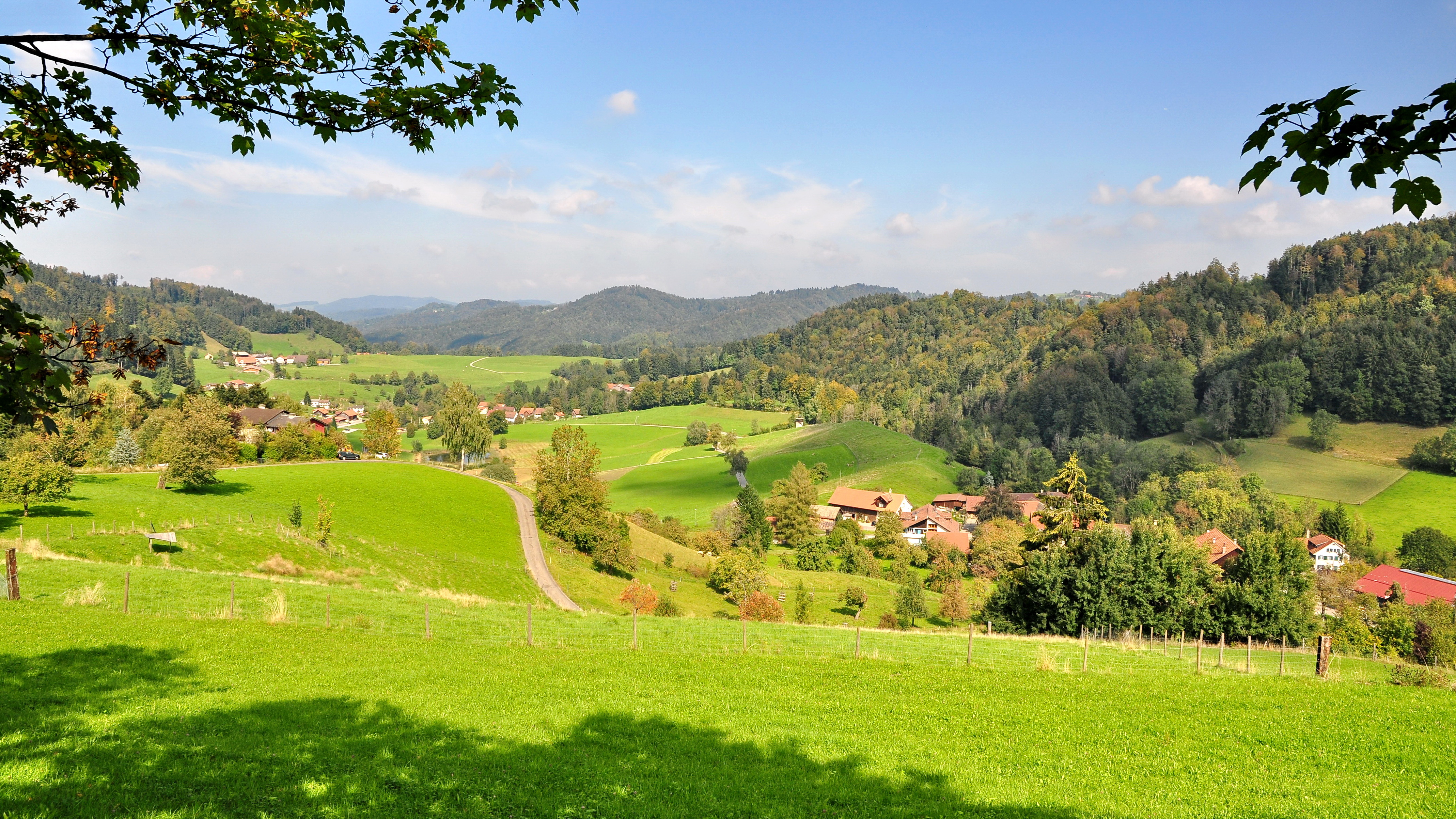
베레츠빌의 퇴스 계곡

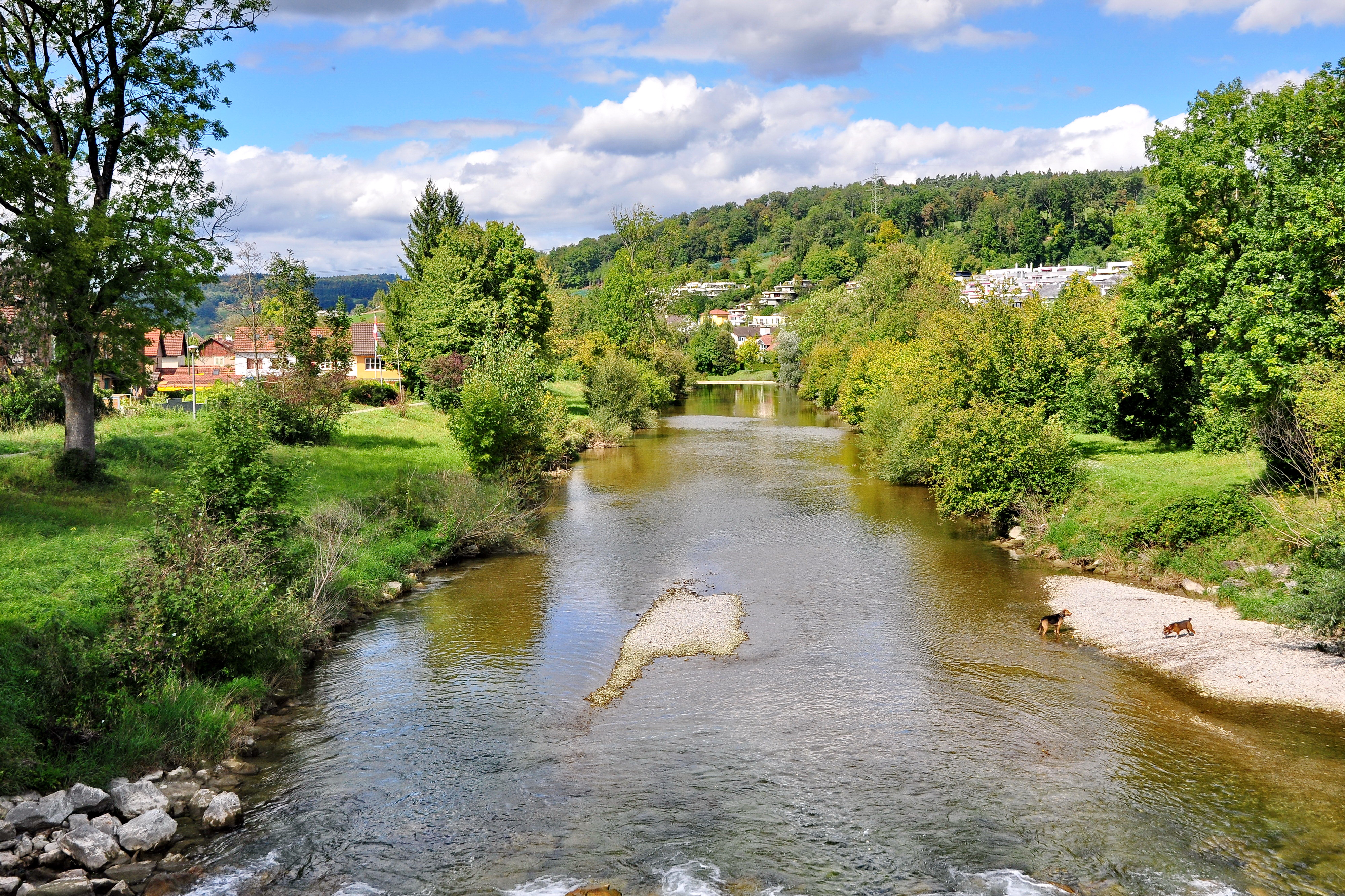
빈터투어-뷜플링엔

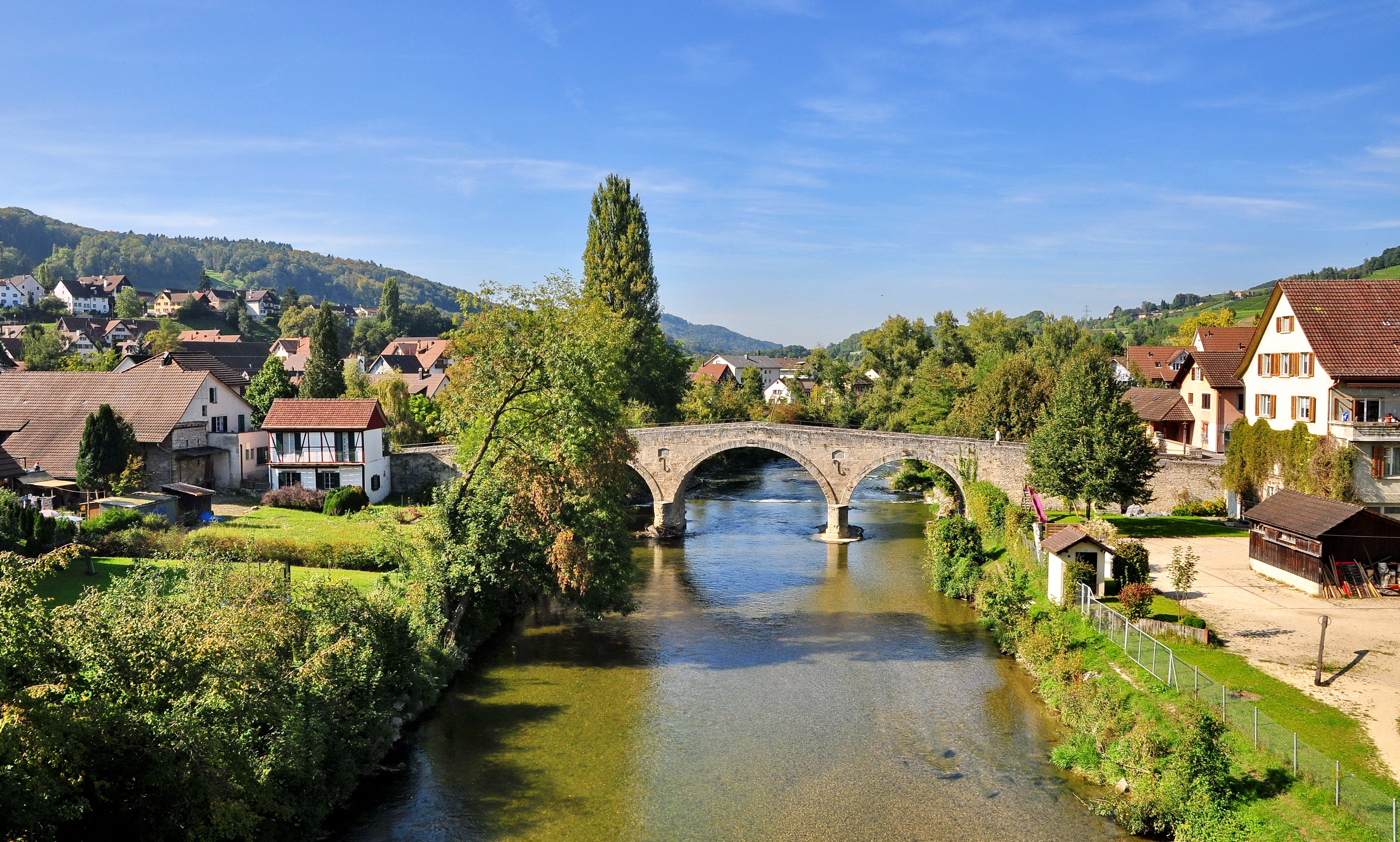
로어바스

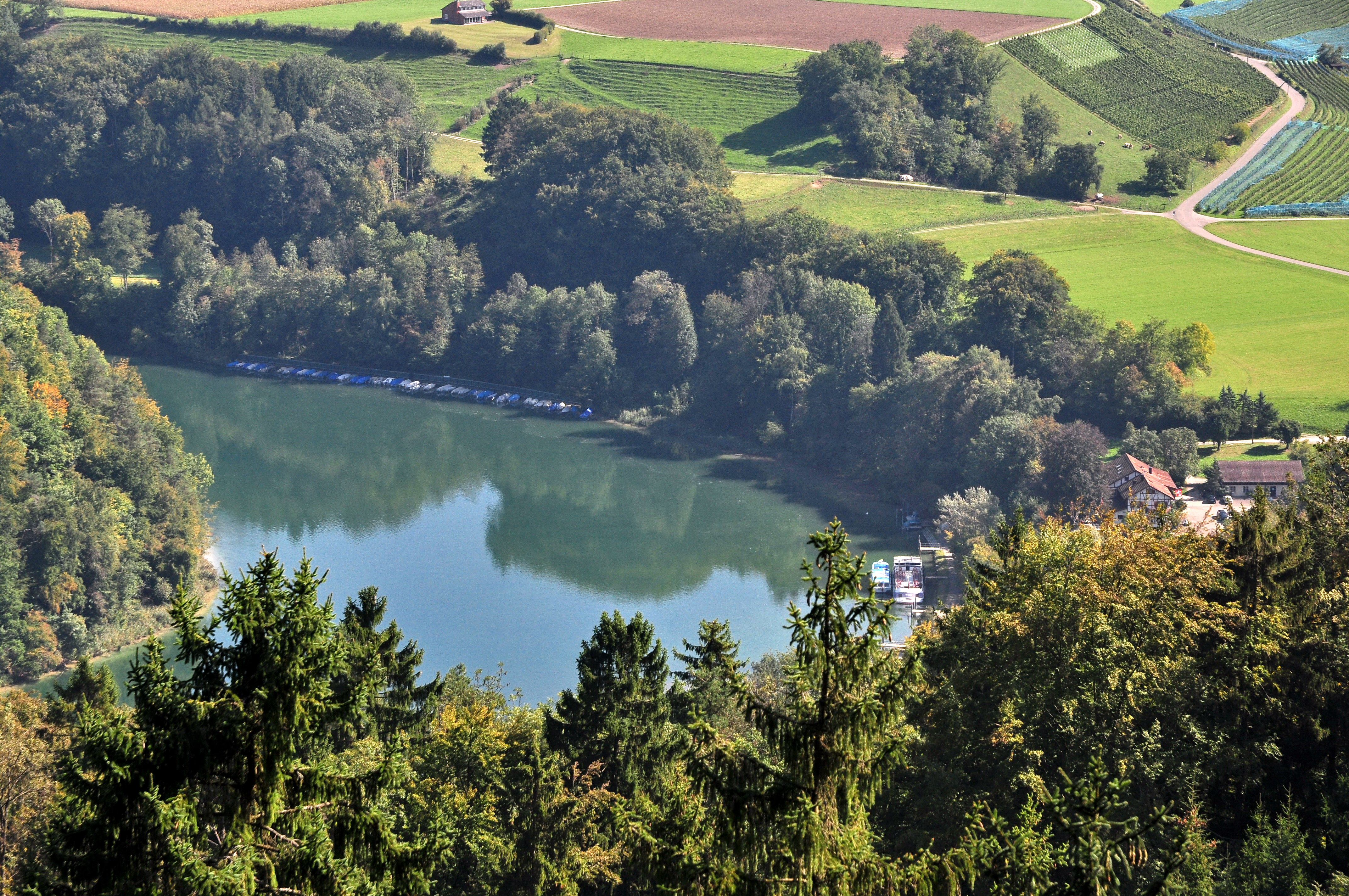
퇴스에크, 퇴스 합류점(왼쪽으로)과 프라이엔슈타인-토이펜의 라인강

퇴스 계곡(독일어: Tösstal)는 스위스 취리히주의 계곡이자 지역이다.

## 지리
계곡은 취리히 운터란트(퇴스 계곡 저지)의 일부 외에도 힌빌, 페피콘 및 빈터투어 지역을 포함한 취리히고원의 일부를 포함한다.
일반적으로 퇴스탈은 상부 퇴스 계곡의 이름이다. 즉 빈터투어시의 남동쪽에 있는 좁고 계곡 같은 지역이다. 퇴스강은 퇴스슈톡산(해발 1,154 m)에서 상승하며 슈테이크, 리러쉬벤디 및 벨레나우(피쉔탈 마을), 바우마, 유케른, 블리터스빌, 잘란트, 타블라트, 빌라, 투어벤탈, 리콘, 콜브룬 및 빈터투어 근처의 젠호프. 퇴스탈은 인기있는 레크리에이션 지역으로 잘 알려져 있다. 슈네벨호른(Schnebelhorn)과 훌프테그(Hulftegg)를 지나는 주변 산에서의 하이킹 투어, 그리고 퇴스를 따라 스케이팅과 자전거 타기 등을 할 수 있다.
낮은 퇴스 계곡에는 빈터투어 서쪽의 넓게 평평한 부분이 포함된다. 그것은 퇴스 및 뷜프링엔이라고 불리는 빈터투어의 구역, 퇴스가 퇴스에크에서 라인강과 합류하는 시정촌 네프텐바흐, 풍엔, 데틀리콘, 엠브라흐, 로르바스, 프라이엔슈타인 및 토이펜을 위협한다.

## 역사
켈트족에 의해 상부 퇴스 계곡의 첫 번째 정착은 가능한 것으로 간주된다. 로마인들이 빈터투어(Vitudurum) 지역에서 철수한 후, 알레만니족는 퇴스 계곡으로 진격했다. 19세기에 수력 발전은 강을 따라 정착한 번성한 섬유 산업의 기초였다. 가난한 소작농들은 공장에서 일하고 나무 숟가락을 조각하여 돈을 벌었고 그 지역 이름은 쉘렌란트(스위스 독일어: Chelle = 영어: 요리 숟가락)를 얻었다. 그러나 퇴스의 수력은 또한 반복적으로 홍수를 일으키고 이 지역에 많은 파괴를 가져왔다.
1876년에는 빈터투어와 라퍼스빌을 연결하는 퇴스탈반이 완성되었다. 그 실현의 원동력은 융프라우 철도 건설을 시작한 스위스 철도 건설업체인 아돌프 구이어-첼러였다. 1956년까지 증기 철도는 스위스에서 마지막으로 운행되는 철도 중 하나였다. 오늘날까지 담프반-페라인 취리히고원은 여전히 힌빌-바우마 노선에서 증기 기관차를 운행한다.

## 교통
퇴스탈 고속도로는 1837년에 건설되었으며, 퇴스탈반(S26)은 1872년 ~ 1876년에 개통되었다.